# 리블리스트

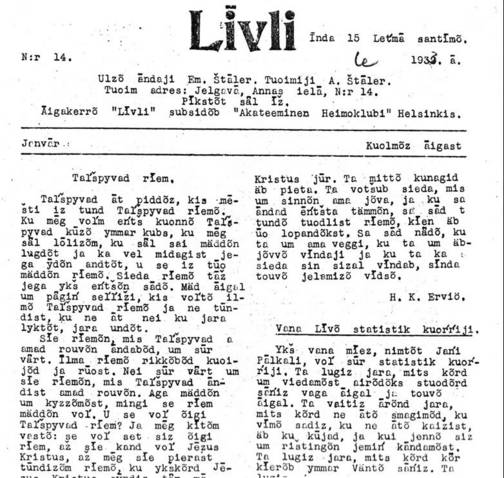
리블리 신문, 1939년

«리블리(Līvli)» («리블리스트» — «리보니아인»)는 리브인의 매월신문이다. 가장 오래된 리브인 신문이고 가장 오래된 라트비아의 신문 중 하나이다. 최초의 호는 1931년에 500장이상의 발행부수로 발행하게 되었고, 편집자로는 안드레이 슈탈레르스(Андрей Шталерс)였다. 신문 «Līvli»는 리브인 문화의 계승으로써이다. «Līvli»에 많은 유명한 리브인 시인들과 작가들이 게재했다. 1933년부터 1939년까지 편집장으로 카를리스 스탈테였다.